# 薩都神社

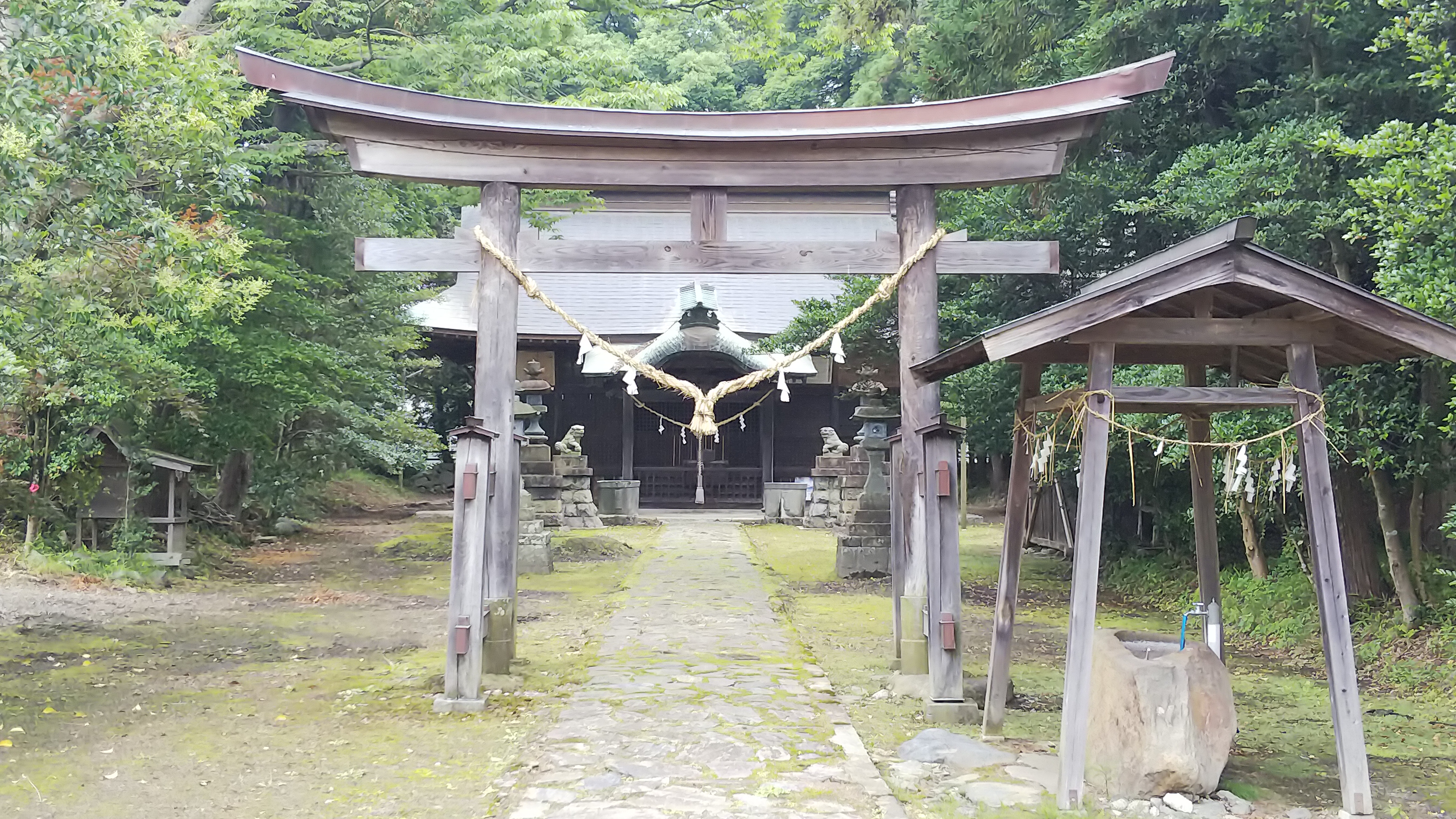
鳥居

薩都神社（さとじんじゃ）は、茨城県常陸太田市にある神社。式内小社で、旧社格は郷社。

## 祭神
- 立速日男命（たちはやびおのみこと）

『常陸国風土記』に登場する天津神で、同書によると「名を立速男命（たちはやおのみこと）と称す。一名は速経和気命（はやふわけのみこと）」とされる。風土記では、立速男命の祟りに苦しんだ住民たちの要請を受けて、中臣鹿島連の祖・片岡大連（国摩大鹿島命の孫）が朝廷より派遣されて祭祀させたと見える。

## 歴史

### 創建
『常陸国風土記』には薩都神社の項が存在し、延暦7年（788年）松澤の地に社を建てたのを創祀とする。延暦19年（800年）には村人の奏上により大連を派遣したところ「穢れ多い里よりも高山の浄境に鎮り給へ」と託宣があり賀毘礼之峰（日立市入四間町）に遷座、更に大同元年（806年）には山が険しく人々の参拝が困難であるから小中島（常陸太田市里野宮町）へ遷座したという。

### 概史
| 年     | 薩都神                         | 静神               |
| ------ | ------------------------------ | ------------------ |
| 846年  | 勲十等 →従五位下勲十等         | --                 |
| 866年  | 従五位上勲七等 →正五位上勲七等 | --                 |
| 874年  | 正五位上勲七等 →従四位下勲七等 | --                 |
| 885年  | --                             | 従五位下 →従五位上 |
| 神名帳 | 小                             | 名神大             |

国史における初見は『続日本後紀』承和13年（846年）9月8日条で、勲十等薩都神に従五位下を授くとある。その後も昇進を続け、 貞観16年（874年）には従四位下まで達した。延喜式神名帳には常陸国久慈郡の小社に列している。六国史終了時の神階においては久慈郡の名神大社である静神社より高いが、延喜式では小社であるため、この間に勢力が逆転したと見られる。
中世以降は佐竹氏に崇敬され、当社縁起によると、正平年間には佐竹義宣が社殿を修造したとあり、社伝によると、大永2年（1522年）に佐竹義舜により現在地に遷座したという。
明治6年（1873年）6月、郷社に列した。

### 神階
- 承和13年（846年）9月8日、勲十等から従五位下勲十等（『続日本後紀』）- 表記は「薩都神」。
- 貞観8年（866年）5月27日、従五位上勲七等から正五位上勲七等（『日本三代実録』）- 表記は「薩都神」。
- 貞観16年（874年）12月29日、正五位上勲七等から従四位下勲七等（『日本三代実録』）- 表記は「薩都神」。

## 境内

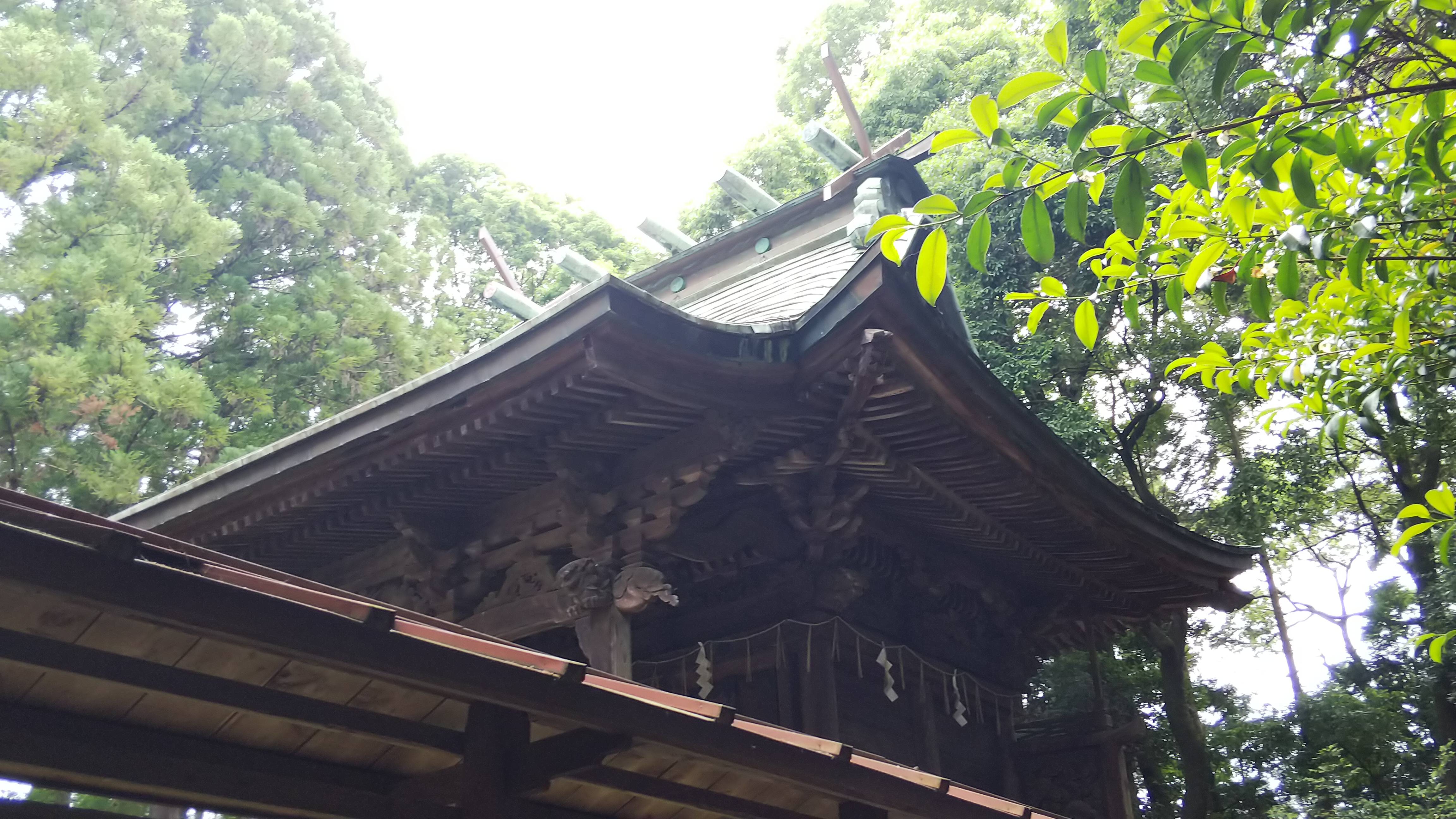
本殿
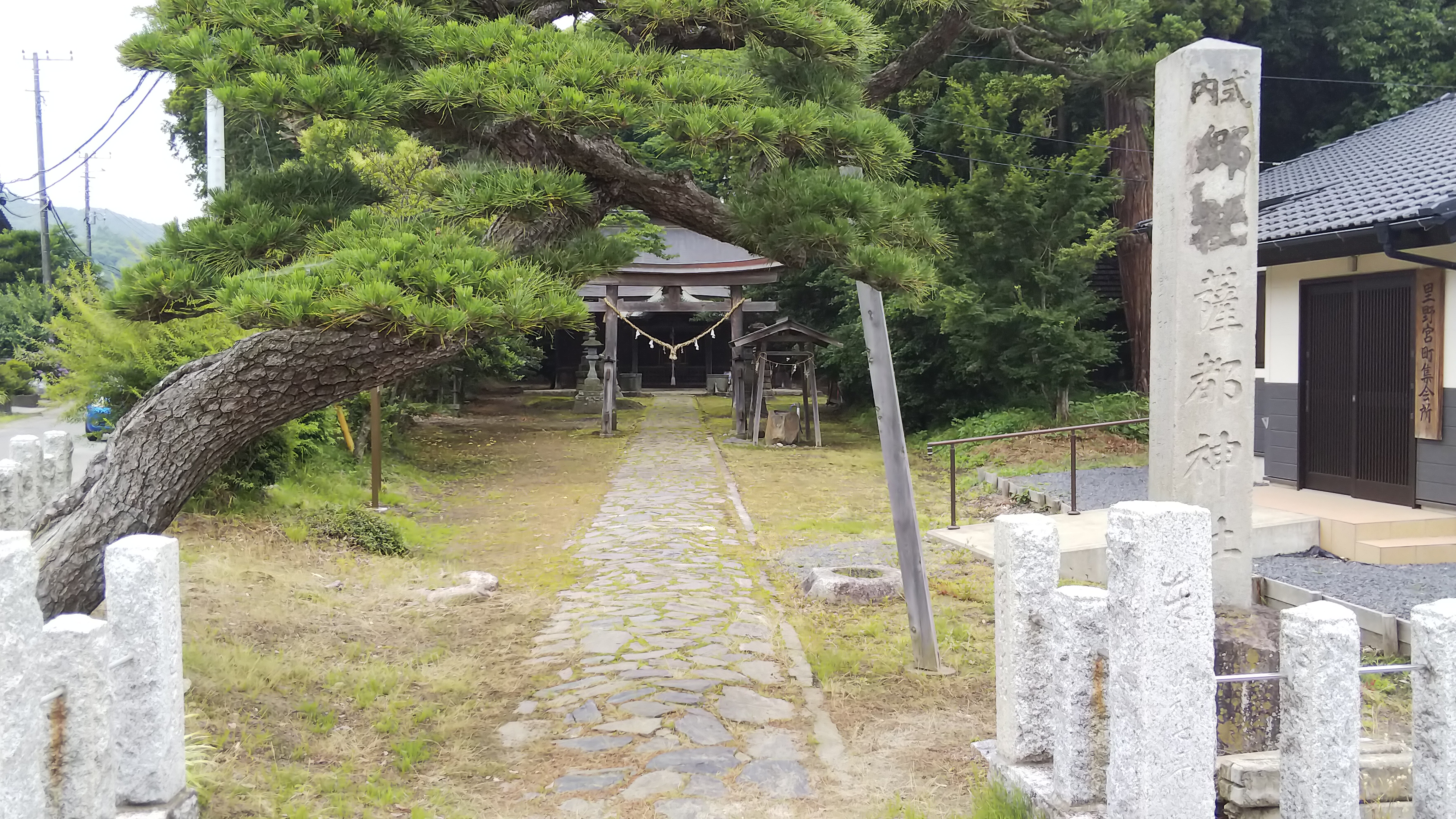
社標と境内
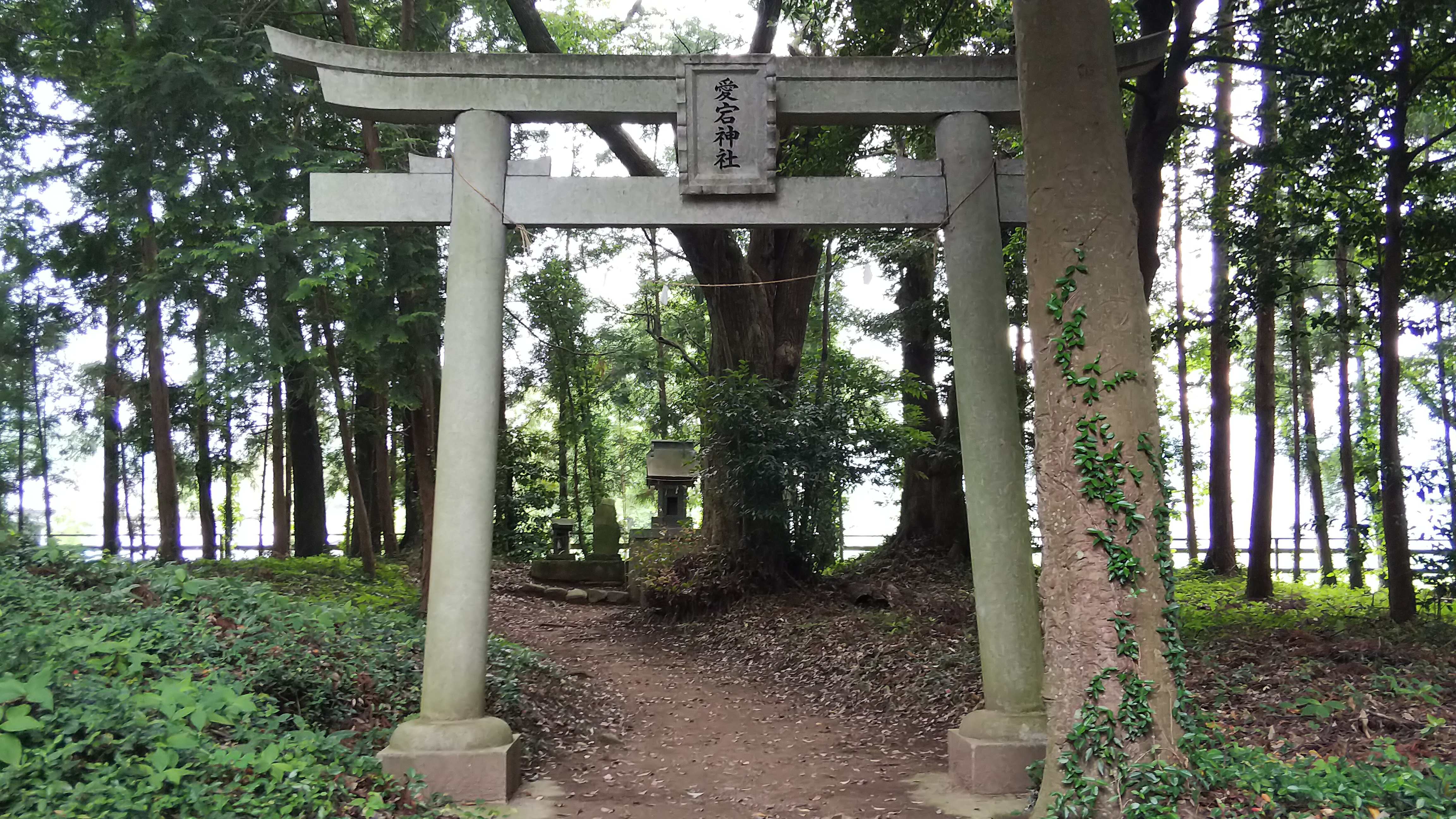
愛宕神社鳥居